# Singabraja
Singabraja is een bestuurslaag in het regentschap Bogor van de provincie West-Java, Indonesië. Singabraja telt 4104 inwoners (volkstelling 2010).